# Ręczyn (gromada)
Ręczyn – dawna gromada, czyli najmniejsza jednostka podziału terytorialnego Polskiej Rzeczypospolitej Ludowej w latach 1954–1972.
Gromady, z gromadzkimi radami narodowymi (GRN) jako organami władzy najniższego stopnia na wsi, funkcjonowały od reformy reorganizującej administrację wiejską przeprowadzonej jesienią 1954 do momentu ich zniesienia z dniem 1 stycznia 1973, tym samym wypierając organizację gminną w latach 1954–1972.
Gromadę Ręczyn z siedzibą GRN w Ręczynie utworzono – jako jedną z 8759 gromad na obszarze Polski – w powiecie zgorzeleckim w woj. wrocławskim, na mocy uchwały nr 34/54 WRN we Wrocławiu z dnia 2 października 1954. W skład jednostki weszły obszary dotychczasowych gromad Ręczyn, Spytków, Kostrzyna, Lutogniewice i Krzewina ze zniesionej gminy Działoszyn oraz Radomierzyce i Niedów ze zniesionej gminy Jerzmanki w tymże powiecie. Dla gromady ustalono 12 członków gromadzkiej rady narodowej.
1 stycznia 1960 gromadę zniesiono, a jej główny obszar (wsie Ręczyn, Spytków, Kostrzyna, Radomierzyce i Niedów) włączono do nowo utworzonej gromady Radomierzyce, natomiast wsie Lutogniewice i Krzewina włączono do gromady Działoszyn – w tymże powiecie.